# Ринва

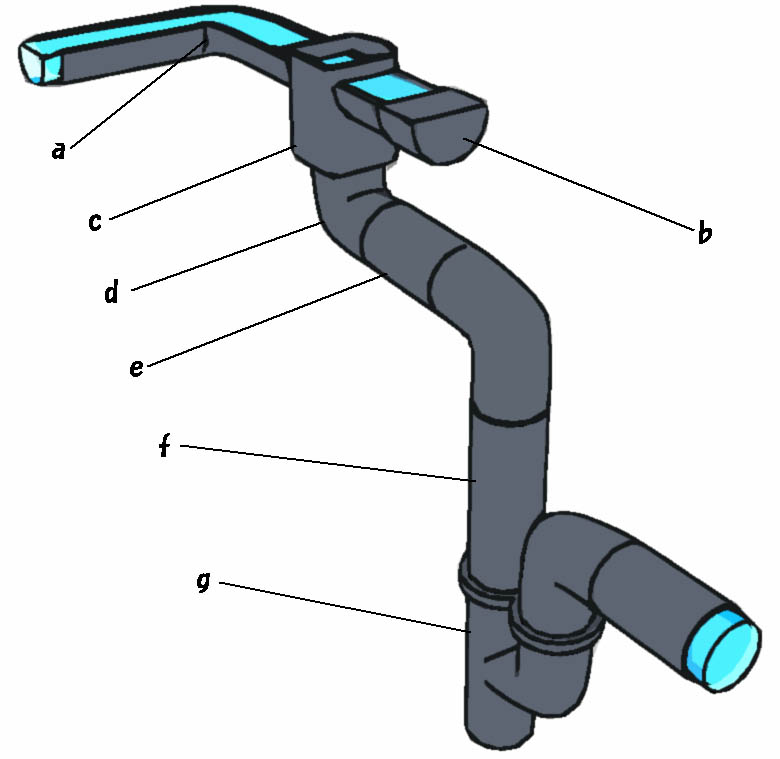
Будова ринви:
a — жолоб
b — заглушка
c — лійка
d — коліно
e — горизонтальна ланка
f — вертикальна ланка
g — колектор-трійник

Ри́нва (від пол. rynna < нім. Dachrinne — «даховий жолоб») — труба або жолоб для швидкого прийняття і відведення води з даху під час дощу, зливи. Слово «ринва» може вживатися як в значенні «водостічна труба», так і в значенні «водостічний жолоб, лоток».

## Опис
У вигляді жолоба кріпиться паралельно (горизонтально) до нижнього краю скату даху, а у вигляді труби — паралельно (вертикально) до кута або стіни будинку (інколи вмурована в стіну).
Виготовляють ринви переважно з міді або поцинкованої сталі. Сучасні ринви нерідко роблять з пластикових матеріалів; у деяких країнах південно-східної Азії — традиційно з бамбука.

### Жолоб
Жолоб (риштак) кріпиться під даховим звисом на гаках чи кронштейнах таким чином, щоб приймати воду з поверхні покрівлі (а також з розжолобків за їхньої наявності). Жолоб зазвичай складається з окремих ланок, сполучених герметичними з'єднувачами. Ланки жолоба можуть бути прямими, кутовими і спорядженими лійками («канадки»). Кінці жолоба виходять на лійку труби, але вони можуть закриватися заглушками (лійка розміщується всередині жолоба).

### Труба
Вертикальна ринва (труба) містить такі елементи: лійку, коліна, міжколінні ланки і відвід. Лійка (жолобниця) призначається для приймання води і може мати форму зрізаного конуса, піраміди чи паралелепіпеда. Коліна встановлюються, коли треба забезпечити вигин ринви (наприклад, для її проведення від крайки звису до стіни). Відвід розташовується внизу і слугує для спрямування вихідного потоку. Для приєднання додаткових труб ринва споряджається колекторами. Кріпиться труба до стіни хомутами на стрижнях.
Під ринвою можуть влаштовувати наземний жолоб до дощової каналізації чи встановлювати діжку, бочку для збору дощової води.

## Інше
- Згідно зі «Словарем Грінченка», «ринвою» колись називали дерев'яний жолоб, по якому вода текла з лотоків на колесо водяного млина. Жолоб, по якому спускають зайву воду, називався пуста ринва чи ялова ринва[1].

## Див. також

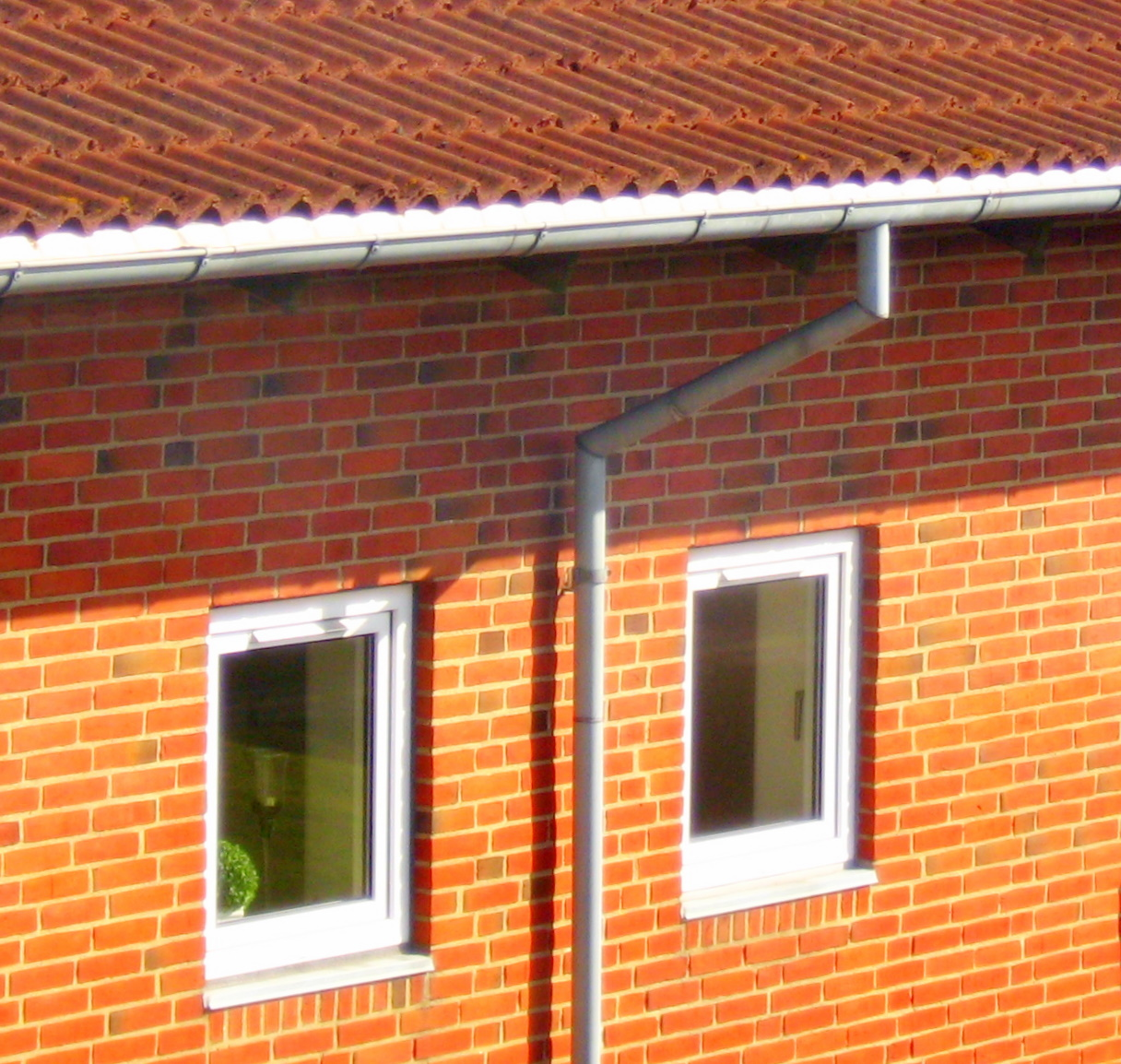
Ринва під звисом даху
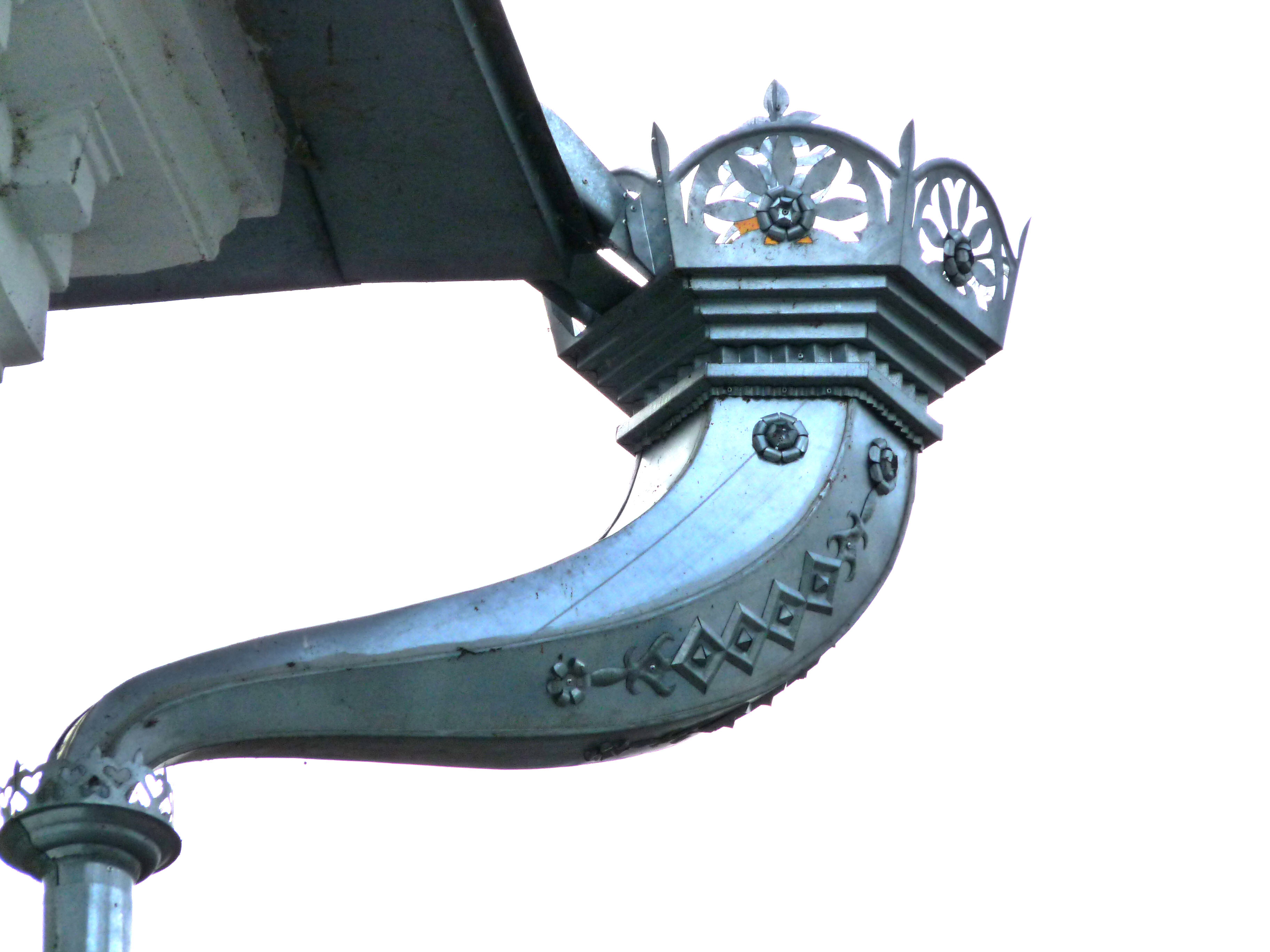
Облямована лійка ринви в Пльосі
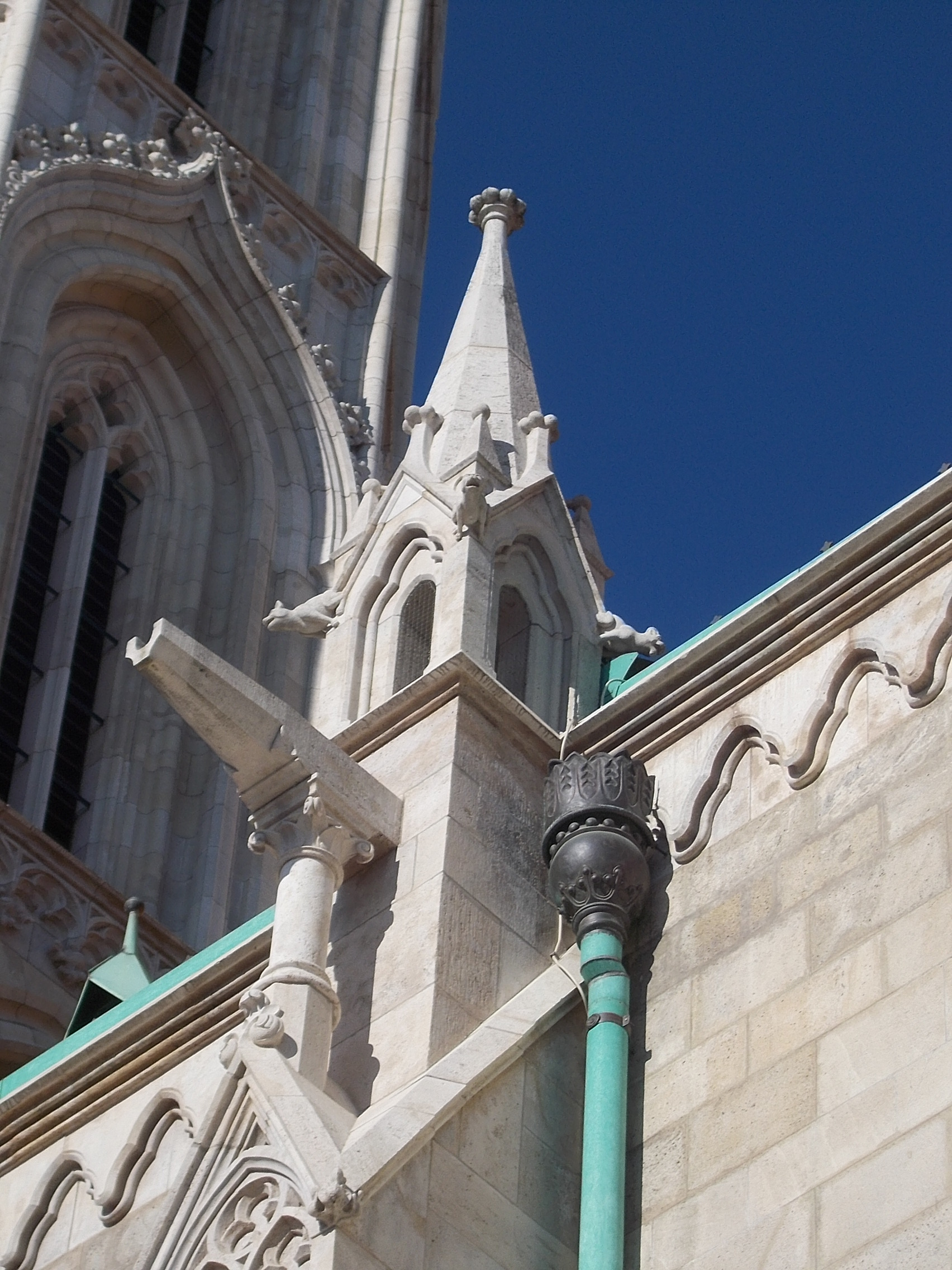
Горгулья церкви Матьяша, Будапешт
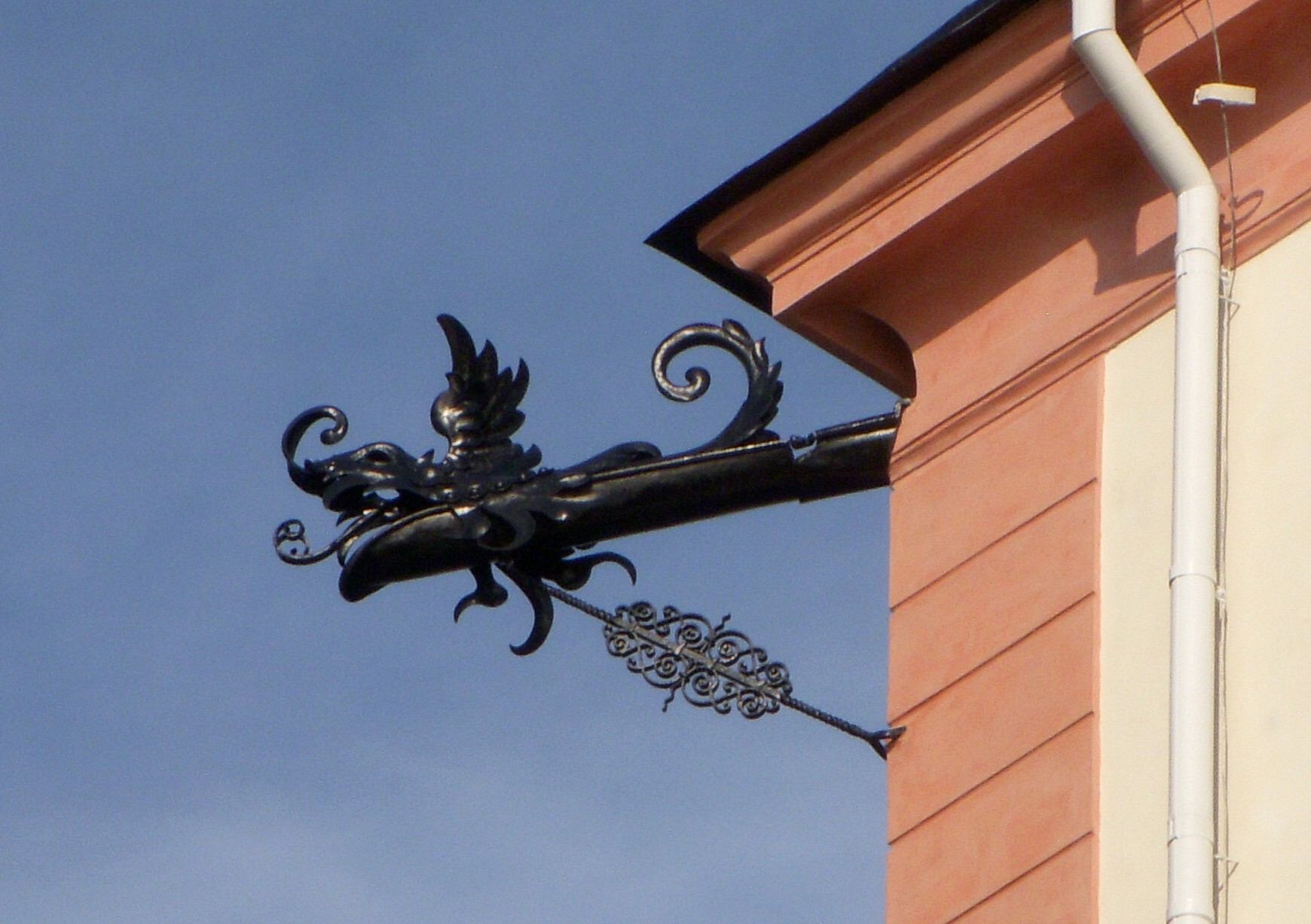
Оздоблена ринва в Швеції
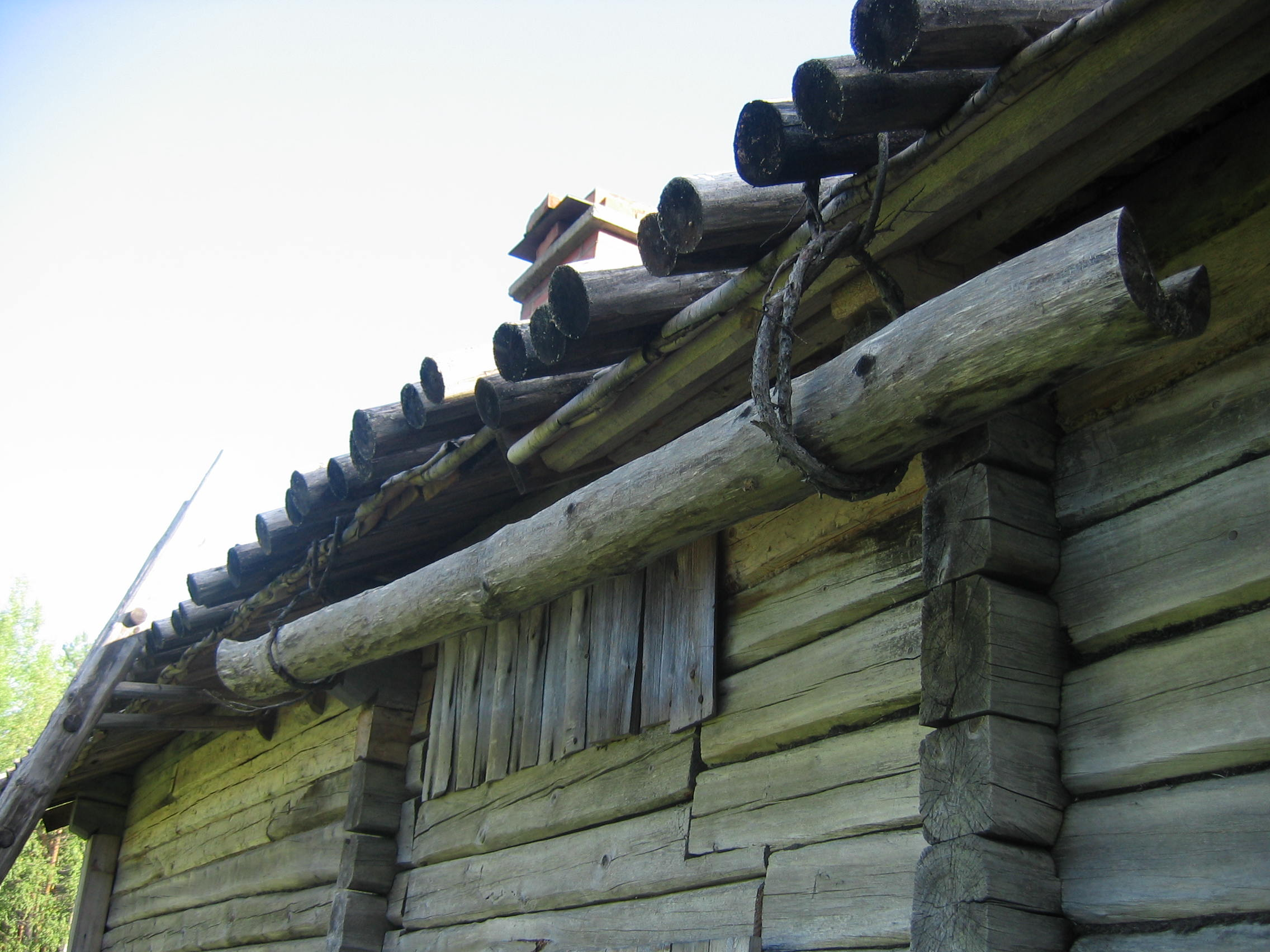
Дерев'яна ринва. Фінляндія

## Мовні звороти
- З дощу та під ринву — виплутатися з одної неприємності, щоб одразу ускочити в гіршу[6]
- Як з ринви — суцільним потоком[2].